# Eduard Schneider (Redakteur)
Eduard Schneider, Pseudonym: Edgar Schnitsler, Johann Esperschidt (* 10. Mai 1944 in Timișoara, Königreich Rumänien) ist ein deutscher Germanist, Rumänist und Zeitungsredakteur.

## Leben
Eduard Schneider absolvierte 1962 das Nikolaus-Lenau-Lyzeum in Timișoara, worauf er bis 1967 Germanistik und Rumänistik an der West-Universität Timișoara studierte. Seine Dissertation schrieb er zum Thema „Der Ausdruck der Gedanken und Gefühle des sozialistischen Menschen in der Lyrik Oskar Pastiors, Christian Maurers und Astrid Connerths“. 1969 wurde er zum Kulturredakteur der Neuen Banater Zeitung ernannt; ab 1979 leitete er deren Feuilleton.
Im April 1989 setzte sich Schneider auf dem Weg nach Gera zu einem Besuch bei der DDR-Partnerzeitung Volkswacht von Ungarn aus in die Bundesrepublik Deutschland ab. Seit 1992 ist er Wissenschaftlicher Projektmitarbeiter des Instituts für deutsche Kultur und Geschichte Südosteuropas an der LMU München und zeichnet seit 2006 verantwortlich als Redakteur der Institutszeitschrift „Spiegelungen“.

## Veröffentlichungen (Auswahl)
Eduard Schneider schrieb zahlreiche Aufsätze und Rezensionen zur deutschen, rumäniendeutschen und rumänischen Literatur und trat auch als Herausgeber von Textsammlungen und Anthologien wie Wortmeldungen. Eine Anthologie junger Lyrik aus dem Banat (1972) hervor. In Rumänien publizierte er den Gedichtband Dass am Abend der Himmel so rot war (1982), in Deutschland gemeinsam mit Stefan Sienerth das Begleitbuch zur Nikolaus-Lenau-Ausstellung Ich bin ein unstäter Mensch auf Erden (1993) und die Dokumentation Literatur in der „Temesvarer Zeitung“ 1918–1949 (2003). In Zusammenarbeit mit Nikolaus Berwanger und Horst Samson bearbeitete Schneider das Jahrbuch des Literaturkreises Adam Müller-Guttenbrunn Pflastersteine, 1982 herausgegeben vom Kulturausschuss Timișoara.